# Comuna Balta, Mehedinți
Balta este o comună în județul Mehedinți, Oltenia, România, formată din satele Balta (reședința), Coada Cornetului, Costești, Gornovița, Nevățu, Prejna și Sfodea. Comuna este localizată în partea de sud-vest a țării, în Podișul Mehedinți,la circa 40–45 km de Drobeta Turnu Severin și 25 km de localitatea Baia de Aramă. Aceasta se învecinează cu comuna Izverna și județul Caraș-Severin în partea la nord, la sud cu comuna Podeni și Ilovăț, la est cu comuna Bala iar la vest cu comuna Podeni.

## Relief
Datorită așezării, aici vom întâlnii peșteri și doline, cornete și ponoare, lunci etc.
Relieful de munte este specific Munților Mehedinți, cu altitudini ce nu depășesc 1.300 m, între care se menționează în NV Culmea Fagilor cu 1.276 m și Pietrele Albe cu 1.335 m, vârfurile Ciolanu Mare 1.135 m și Ciolanu Mic 1.048 m.
Petrografia muntelui este foarte variată, cu roci sedimentare (calcare, șisturi argiloase, gresii), roci metamorfice (gnaise, micașisturi), în zone calcaroase găsindu-se diverse forme carstice: crovuri, doline, polii, avene, peșteri - Peștera Topolnița.
Relieful de deal cu caracteristici specifice morfologiei Podișului Mehedinți, cu aspect de relief fragmentat, prezența peșterilor.
Alcătuirea petrografică a zonei deluroase se reprezintă prin calcare, micașisturi, gnaise, amfibolite, serpentine etc. Acest tip de relief este reprezentat de altitudini medii de 500–600 m, cu vârfuri spre 800 m-Vf. Baia-799 m, Vf. Cuca Înaltă 786 m, Cornetul Babelor 771 m și altele sub 600 m. În zona centrală a teritoriului comunei se situează o zonă depresionară dezvoltată de la confluența văilor Coșuștei cu Prejna, până la satul Balta, străbătută de pârâul Balta și afluenții săi în preajma cărora se formează luncile ample ale Gornoviței și Bălții.

## Date geotehnice
Este asigurată stabilitatea generală a terenului, putându-se construi în intravilan fără restricții importante. Se recomandă adâncimea minimă de fundare de 70–90 cm, de la terenul natural pentru capacitatea pontată de 1.000-6.000 km² pe roci stâncoase, de 300–400 km² pe terenuri deluviale.
La fundarea construcțiilor se au în vedere eroziunile frecvente ale solului (în comuna Balta eroziuni pe 600ha), care se evită sau se iau măsuri de combatere.
Terenul este cuprins în zona seismică de calcul E, grad de intensitate seismică 7, perioada de colt Tc=0.7, coeficient Ks=0.12

## Clima
Clima este de tip temperat continentală cu influențe submediteraneene cu o durată medie anuală de strălucire de 1500-1800 ore. Temperatura medie a lunii ianuarie este de -3 °C, spre deosebire de a lunii iulie, când temperaturile ajung până la 18°-20 °C. Precipitațiile anuale medii ajung la 1 000-1 200 mm, iar durata cu zăpadă este de 70-80 zile în podiș și 100 zile la munte. Vânturile din această parte “vin” dinspre Varciorova-Dunarint și aduce ploaia toamna și primăvara. Acesta este scurt și rece. Un alt vânt este “Vântul Mare” ce își lasă vaporii dincolo de munți și vine spre Balta sec și rece.

## Hidrografia
În zona de munte și zona deluroasă, unde roci metamorfice apar pe pantele cu înclinări reduse ale versanților, cu grad de alterare ridicat, se formează o pătură acviferă, care la precipitații normale se acumulează și izvorăște la baza versanților. Au o curgere permanentă și debite foarte variabile. În zonele calcaroase se acumulează importante cantități de apă din precipitații care debușează în izbucuri, lapiezuri.
Coșuștea are izvoarele în județul Mehedinți într-o asemenea zonă la altitudini de 580 m. Alte cursuri de apă de pe teritoriul comunei sunt și pârâurile Prejna, Gornovița și Balta din bazinul hidrografic al râului Topolnița.
La nivelul comunei se identifică zone carstice prin care bazinele hidrografice ale Coșuștei și ale Topolniței comunică pe o direcție sau pe cealaltă, în funcție de regimul de precipitații între care în zona Cornetul Babelor în lacul numit ”Lacul Gornoviței”.
În zona depresionară lunca râurilor Gornovița, Prejna și Balta nu se întâlnesc ape freatice din cauza depunerilor aluvionare care nu acumulează apă, apele de infiltrație fiind în strat subținere și are debite mici de 1-1.5l m³/s și foarte sensibile la precipitații.
Zona de est a teritoriului comunei, începând cu Cornetul Babelor, localitatea Coada Cornetului, delimitate de drumul județean 670 desfășurat pe culme, face parte din bazinul hidrografic al râului Coșuștea, râul Criva fiind cel mai important curs de apă din zonă (pe valea Crivei era satul Ponoral în 1576, azi sit arheologic). Zona de vest față de drumul județean 670 face parte din bazinul hidrografic al râului Topolnița cu afluenții importanți: Balta (alimentat la rândul său de afluenții din Costești, Prejna, Gornovița și râul Topolnița (cu izvoarele în zona localității Mălărișca) care se unesc la sudul localității Sfodea. Aici este zona cu cele mai multe peșteri: Balta, Curecea, Sfodea.
Numeroasele izvoare din zona localităților comunei pot asigura debitele necesare pentru consumul populației și nevoile gospodărești, studiile hidrologice urmând să stabilească soluțiile de captare.
Cu toate acestea la nivelul comunei se întâlnesc și zone inundate la precipitații bogate, cum ar fi: lunca Gornovița și lunca Balta. Tot aici se identifică și izvoare sulfuroase cu rezerve necunoscute în locul numit de localnici Valea Morii.

## Flora și fauna
Vegetația din cadrul județului se remarcă printr-o mare varietate floristică, ca urmare a poziției județului Mehedinți în partea de sud-vest a țării, la contactul cu extremitatea nordică a Peninsulei Balcanice. Dealurile sunt pline de pruni (soiuri obișnuite), meri, peri, cireși, gutui, nuci, viță de vie. În lungul văilor unde se observă “patria pădurilor de fag”, stejar, gorun, frasin, tei, salcâm, paltin, iar pe malul apei: răchită, salcă, arini și plopi.
Fauna se remarcă prin specii diverse în funcție de vegetație astfel: în pădurile mari și dese se ascund mistrețul, urși din loc în loc, lupi, veverițe, dihori, spre deosebire de apă unde întâlnim: latite, porconi, iar până în 1910 se observă păstrăvul pe valea pârâului Criva.

## Solul
Ca o mângâiere pentru solul puțin productiv, se găsește aici un foarte bun cărbune de pământ, formând o legătură între Banat și Petroșani. Linia trece prin partea de nord-vest a satului îndreptându-se spre nord, spre Cerna Vârf.
Unii geologi, printre care Murgoci, s-au pronunțat că în aproximativ 1000 m s-ar afla și țiței, aici fiind un “fund de mare” (această afirmație fiind însoțită de diferitele scoici de mare ce se găsesc în galeriile minelor).

## Scurt istoric al comunei Balta
Venind dinspre Severin spre Balta este imposibil să nu observi varietatea de peisaje și mozaicul de culori naturale ale acestei zone. Captat de aceste frumuseți ale naturii, ba mai mult decât atât de așezarea satului te trezește din visare o fântână albă pe marginea drumului parcă îți spune bine “ai venit!”. Mergând pe ulițele satului rămâi surprins de forma caselor și așezarea lor și mai mult decât atât de căldura cu care localnicii îți dau binețe.
Atestat documentar în secolul al XIV-lea, întemeietorul fiind Petre Medonea. Spătarul Căciulat, beneficiarul cărții domnești din 1547 era descendentul lui Petre Medonea (genealogia din 1826). Din 1819 este catagrafiat² (note) ca sat pe moșie megieșească³(note) cu 37 de familii plătitoare de bir, după ce între anii 1721/1722 Fr. Schwantz a recenzat (note) așezarea Ponor ca sat cu locuitori.

## Demografie
Componența etnică a comunei Balta
     Români (88,32%)
     Alte etnii (0,61%)
     Necunoscută (11,07%)
Componența confesională a comunei Balta
     Ortodocși (88,52%)
     Alte religii (0,2%)
     Necunoscută (11,27%)
Conform recensământului efectuat în 2021, populația comunei Balta se ridică la 976 de locuitori, în scădere față de recensământul anterior din 2011, când fuseseră înregistrați 1.120 de locuitori. Majoritatea locuitorilor sunt români (88,32%), iar pentru 11,07% nu se cunoaște apartenența etnică. Din punct de vedere confesional, majoritatea locuitorilor sunt ortodocși (88,52%), iar pentru 11,27% nu se cunoaște apartenența confesională.

## Politică și administrație
Comuna Balta este administrată de un primar și un consiliu local compus din 9 consilieri. Primarul, Irina-Oana Zoican[*], de la Partidul Național Liberal, este în funcție din octombrie 2020. Începând cu alegerile locale din 2024, consiliul local are următoarea componență pe partide politice:
|  | Partid                    | Consilieri | Componența Consiliului | Componența Consiliului | Componența Consiliului | Componența Consiliului | Componența Consiliului | Componența Consiliului |
|  | ------------------------- | ---------- | ---------------------- | ---------------------- | ---------------------- | ---------------------- | ---------------------- | ---------------------- |
|  | Partidul Național Liberal | 6          |                        |                        |                        |                        |                        |                        |
|  | Partidul Social Democrat  | 3          |                        |                        |                        |                        |                        |                        |

## Vezi și
- Biserica de lemn din Balta
- Biserica de lemn din Sfodea
- Domogled - Valea Cernei (arie de protecție specială avifaunistică)
- Domogled - Valea Cernei (sit de importanță comunitară)
- Platoul Mehedinți (sit de importanță comunitară)